# Crossings
| 전문가 평가                          | 전문가 평가 |
| 평가 점수                            | 평가 점수   |
| 출처                                 | 점수        |
| ------------------------------------ | ----------- |
| Allmusic                             | [ 2 ]       |
| The Rolling Stone Jazz Record Guide  | [ 3 ]       |
| The Penguin Guide to Jazz Recordings | [ 4 ]       |

《Crossings》는 1972년에 발매된 미국의 재즈 피아니스트 허비 행콕의 열 번째 스튜디오 음반이다. 이 음반은 그가 색소폰 연주자 베니 모핀, 트럼펫 연주자 에디 헨더슨, 트롬본 연주자 줄리언 프리스터, 베이시스트 버스터 윌리엄스, 드러머 빌리 하트로 구성된 섹스텟으로 전자와 펑크를 실험하는 것을 목격한 그의 음완디시 시대의 두 번째 음반이다.

## 배경
이 음반은 밴드가 신시사이저 연주자 패트릭 글리슨을 피처링한 첫 번째 음반이다. 그는 "행콕이 연주할 수 있도록 그의 모그 신시사이저를 설치"할 예정이었다. 그러나 행콕은 글리슨에게 너무 깊은 인상을 받아서 "글리슨에게 음반에 대한 오버더빙을 할 뿐만 아니라 그룹에 합류할 것"을 요청했다.
《Crossings》는 《Fat Albert Rotunda》와 《Mwandishi》와 함께 1994년에는 《Mwandishi: The Complete Warner Bros. Recordings》로, 2014년에는 《The Warner Bros. Years (1969-1972)》로 한 세트로 재발행되었다.

## 곡 목록
| #  | 제목               | 작곡      | 재생 시간 |
| -- | ------------------ | --------- | --------- |
| 1. | 〈Sleeping Giant〉 | 허비 행콕 | 24:38     |

| #  | 제목              | 작곡      | 재생 시간 |
| -- | ----------------- | --------- | --------- |
| 1. | 〈Quasar〉        | 베니 모핀 | 7:27      |
| 2. | 〈Water Torture〉 | 모핀      | 14:04     |